# Tillandsia cacticola
Tillandsia cacticola es una especie de planta epífita dentro del género  Tillandsia, perteneciente a la  familia de las bromeliáceas.  Es originaria de Perú.

## Cultivars
- Tillandsia 'Splendid'[2]

## Taxonomía
Tillandsia cacticola fue descrita por Lyman Bradford Smith y publicado en Contributions from the United States National Herbarium 29(11): 534, f. 89. 1954.
Etimología
Tillandsia: nombre genérico que fue nombrado por Carlos Linneo en 1738 en honor al médico y botánico finlandés Dr. Elias Tillandz (originalmente Tillander) (1640-1693).
cacticola: epíteto latíno que significa "de los cactus"